# Carl Pollard
Carl Jesse Pollard (né le 28 juin 1947) est un professeur de linguistique de l'Université d'État de l'Ohio. Il a obtenu son doctorat à l'Université Stanford. Il est le co-inventeur avec Ivan Sag de la grammaire HPSG (head-driven phrase structure grammar) traduisible en français par « grammaire syntagmatique guidée par les têtes ». Il travaille actuellement sur les grammaires de convergences (CVG). Il a notamment écrit de nombreux livres et articles de syntaxe et de sémantique formelles.